# Kokiriko
 (juin 2019).

Le kokiriko (こきりこ) est un instrument de percussion idiophone traditionnel du Japon. Il s'agit de petites lames de bois reliées par une corde, avec souvent deux poignées aux extrémités. En agitant l'instrument, les lamelles s'entrechoquent pour produire le rythme.